# Concert de la Loge olympique

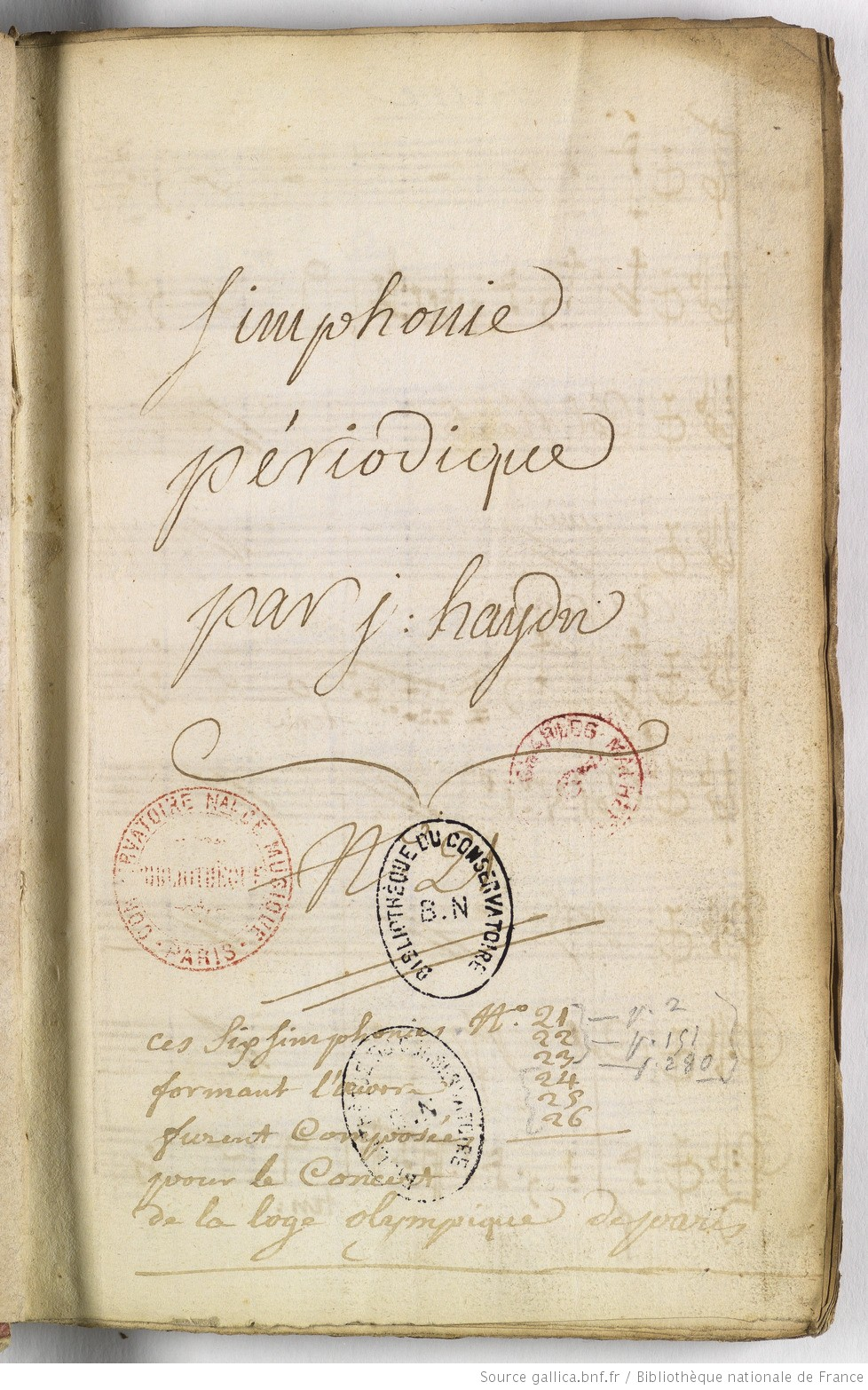
Page de titre manuscrite des Symphonies de Haydn « pour le Concert de la loge olympique de Paris ».

Le Concert de la Loge olympique est le nom d'une société de concerts active à Paris entre 1782 et 1789, liée à une loge maçonnique. La postérité retient que l'institution fut la commanditaire des symphonies dites «parisiennes » de Joseph Haydn.
Le nom de la formation est repris au XXIe siècle par un ensemble musical français du mouvement de l'interprétation historiquement informée.

## Histoire
Le Concert de la Loge olympique — ou brièvement « Concert olympique » — est le nom d'une célèbre manifestation musicale parisienne ayant existé sous l'Ancien Régime de décembre 1782 à octobre 1789, gérée par une société de concerts (la Société olympique), dépendant de la Loge olympique de la Parfaite Estime fondée dans les années 1780 par sept amateurs (des musiciens non professionnels) : le comte Rigoley d'Ogny, intendant des postes en survivance, Étienne Marie de La Haye, fermier général (1757-1794), Jean-Annet Cosson de Guimps (1753-1819), Philibert-Pierre-Catherine Bourrée marquis de Corberon (1746-1794) officier, François-Clément de Laage baron de Bellefaye (1764-1824) fermier général, Claude-François de Barckhaus maître des requêtes ( -1826) et Claude Philibert Thiroux comte d’Ouarville officier, appartenant à une grande famille de magistrats,.
L’orchestre de soixante-cinq musiciens environ, composé pour les deux tiers des professionnels les plus célèbres de l'époque et pour un tiers d'amateurs de haut niveau, était considéré comme un des meilleurs d'Europe. La Société Olympique organisait pour ses souscripteurs annuels — environ 600 — des saisons de douze concerts, dont le premier avait lieu fin décembre et le dernier à la mi mars. De décembre 1782 à décembre 1785, les concerts se déroulèrent dans la Galerie d'Ulysse de l'hôtel Bullion, décorée par Simon Vouet, 10 rue Coq-Héron, puis à partir du mercredi 11 janvier 1786, dans la salle des Cents suisses du Palais des Tuileries, occupée auparavant par le Concert spirituel.
La Société olympique possédait une importante bibliothèque musicale constituée à l'origine par celle du Concert des Amateurs de Paris, dont le Concert Olympique avait pris le relais après le faillite de la société de tutelle, et enrichie par la suite avec des commandes faites aux compositeurs les plus renommés. Ainsi, les symphonies dites « parisiennes » furent commandées par le comte d'Ogny, commissaire pour la musique de la Société, à Joseph Haydn, par l'intermédiaire du Chevalier Joseph Bologne de Saint-George,.
Les concerts cessèrent en octobre 1789, mais reprirent après thermidor sous divers noms et en divers lieux jusqu'en 1814, en particulier dans le Théâtre Olympique à partir de 1801, parallèlement aux Concert des amateurs de Paris (ou Concert de la rue de Cléry) qui se réclamait aussi de l'héritage du Concert Olympique, mais sans l'appareil maçonnique.

## Recréation en 2015 et changement de nom en 2016

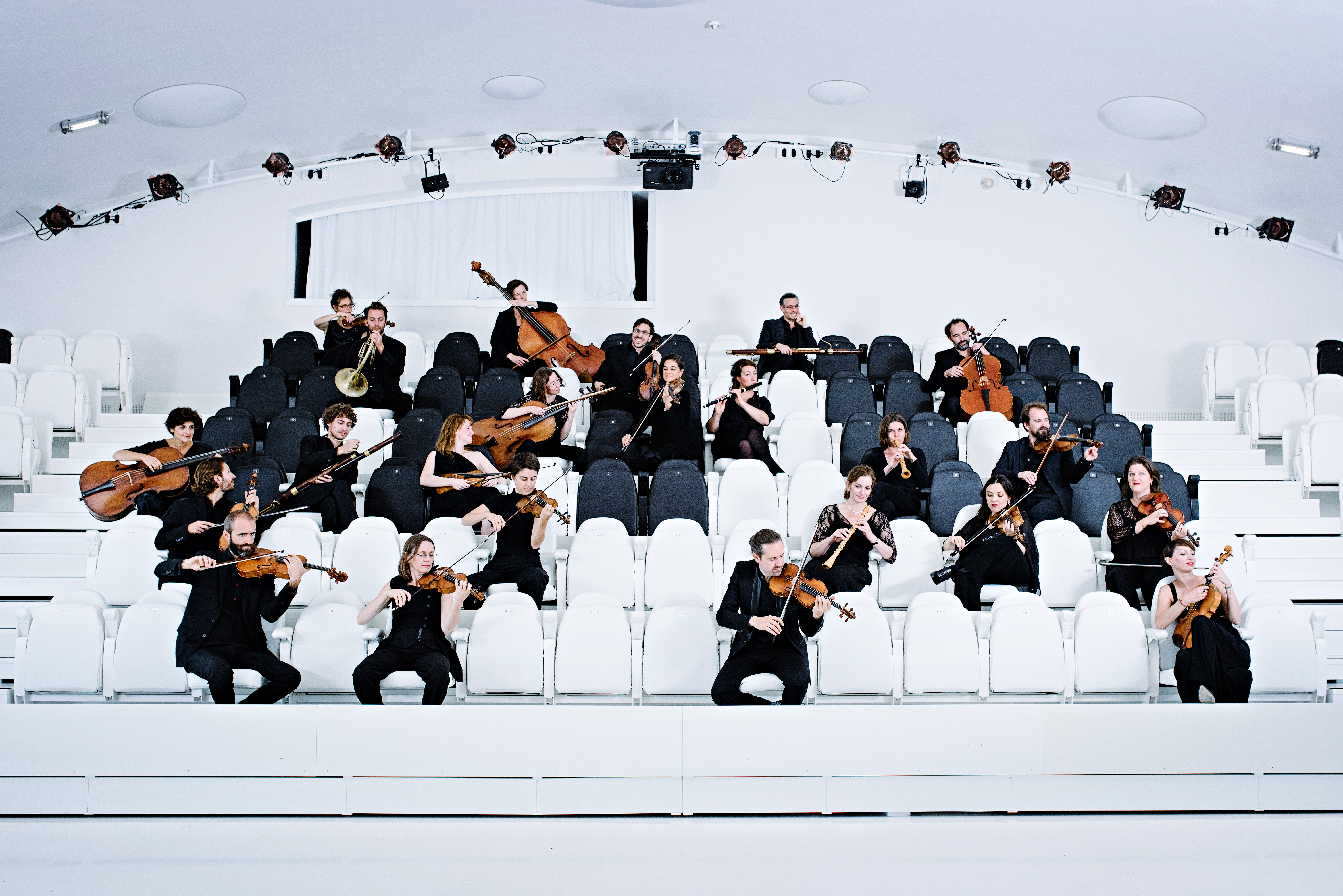
Le Concert de la Loge

En janvier 2015, le violoniste Julien Chauvin fonde un ensemble sur instruments anciens avec l’ambition de faire revivre la mémoire de ce chaînon de l’histoire musicale française qu'est Le Concert de la Loge Olympique.
Aujourd'hui formation à géométrie variable, l’ensemble propose divers programmes, de musiques de chambre, symphonique ou lyrique, dirigés du violon ou de la baguette, pour un répertoire allant de la musique baroque jusqu’à celle du début du XXe siècle.
Côté production discographique, les enregistrements de l’intégrale des Symphonies parisiennes de Haydn ont été particulièrement salués par la critique,,,,.
En 2016, l'ensemble s'est opposé au Comité national olympique sportif français, qui lui reprochait l'emploi du terme « olympique ». Menacé de poursuites judiciaires s'il ne modifiait pas son nom au plus tard le 11 février de l'année, Le Concert a retiré son nom de l'Institut national de la propriété industrielle, et son site web est désormais siglé « Le Concert de la Loge », « olympique » étant barré,.

## Principales créations
- Symphonies dites « parisiennes » de Joseph Haydn.